# Эффект Гопкинсона

Температурная зависимость магнитной проницаемости железа. Пунктиром показана магнитная проницаемость в сильном магнитном поле, и эффект не выражен. Сплошной линией показан образец в поле в двенадцать раз меньшем, который имеет пик при температуре немного ниже температуры Кюри.

Эффект Гопкинсона — одно из свойств ферромагнетиков, заключающееся в том, что при нагреве ферромагнетика до температуры, близкой к точке Кюри, его магнитная проницаемость {\displaystyle \mu } (а равно и восприимчивость {\displaystyle \chi }) усиливается за счёт снижения трения ферромагнитных доменов и снижения магнитной анизотропии, в результате чего облегчается поворот ферромагнитных доменов во внешнем магнитном поле. При увеличении температуры выше точки Кюри намагниченность пропадает из-за потери ферромагнитных свойств.
Это явление было открыто Джоном Гопкинсоном в 1889 году; иногда его ошибочно называют  Джон Гопкинс и, соответственно, эффект Гопкинса. 
Эффект Гопкинсона наблюдался на моно- и поликристаллах железа и никеля, а также у многих ферромагнитных сплавов. Этот эффект наблюдается также у ферримагнитных материалов вблизи их точки Нееля. 